# 페리미드 베이스 FC
페리미드 베이스 FC(Ferrymead Bays Football Club)는 뉴질랜드 크라이스트처치를 연고로 하는 세미프로 축구단이다. 현재 메인랜드 프리미어리그 리그에 참가하고 있으며 총 5번의 리그 우승을 차지했다. Ferrymead Bays FC는 크라이스트처치의 페리미드에 있는 페리미드 파크에서 홈 경기를 치룬다.
구단 색상은 네이비 블루와 화이트이며, 구단 로고는 파도 위의 축구를 특징으로 하는 지역 교외와 만을 나타낸다. 클럽의 주요 라이벌은 구단과 위치적으로 가까운 캐시미어 테크니컬 FC이다.
구단 별명은 "The Bays"로, 구단이 위치한 도시의 해당 부분 주변에 있는 구단의 여러 만과 해안 랜드마크를 나타낸다. 구단 로고는 처음에 공 주위에 "Ferrymead Bays Soccer"라는 문구를 표시했지만 현대적인 추세를 참조해 "Ferrymead Bays Football"로 변경되었다.